# خنت، خلدرلاند
خنت (به هلندی: Gendt) یک منطقهٔ مسکونی در هلند است که در لینگه‌وارد واقع شده‌است. خنت ۱۲٫۶۴ کیلومتر مربع مساحت و ۷٬۲۵۳ نفر جمعیت دارد.

## خواهرخوانده
شهر کالکار خواهرخواندهٔ خنت، خلدرلاند هست.

## نگارخانه

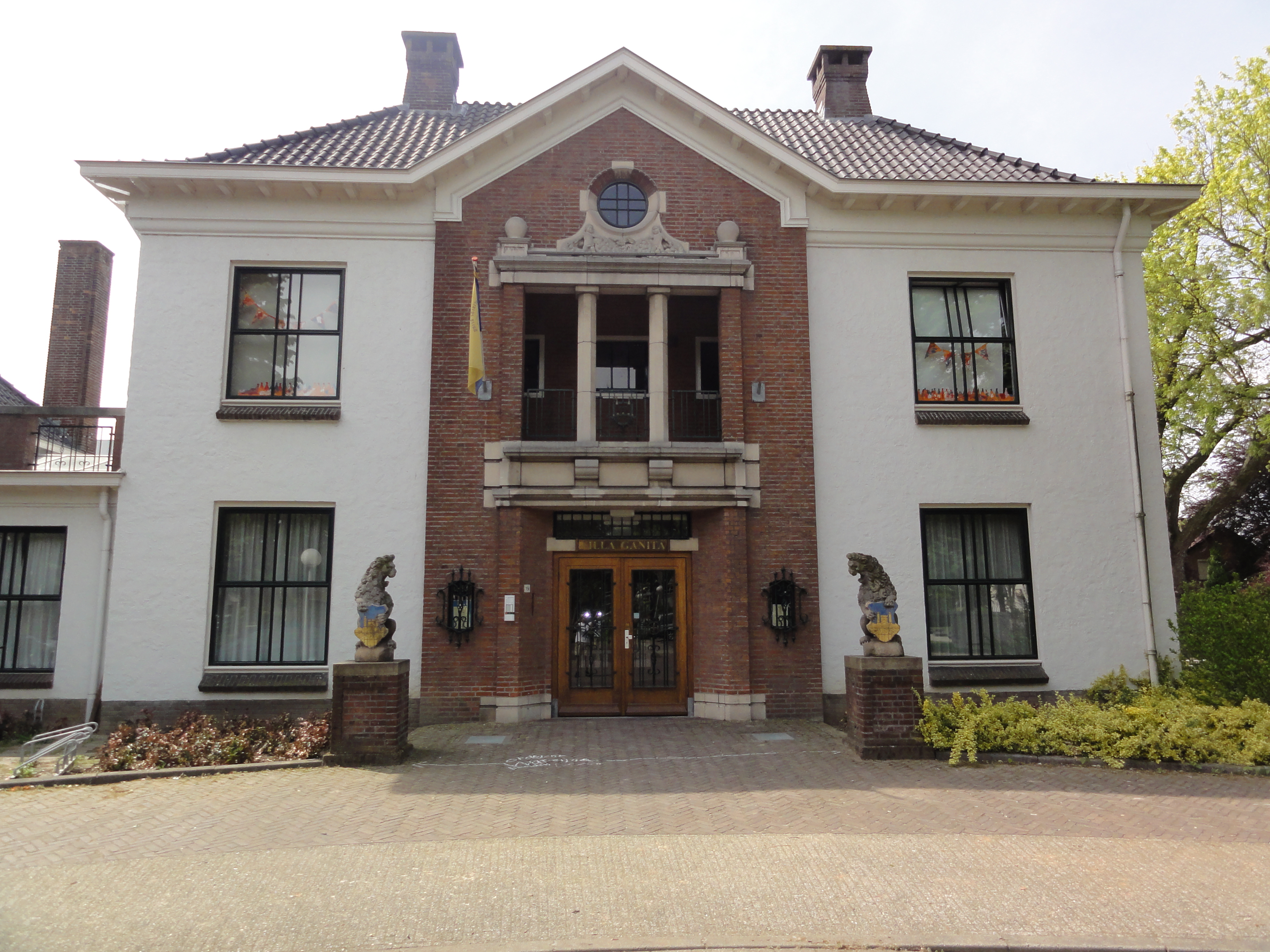
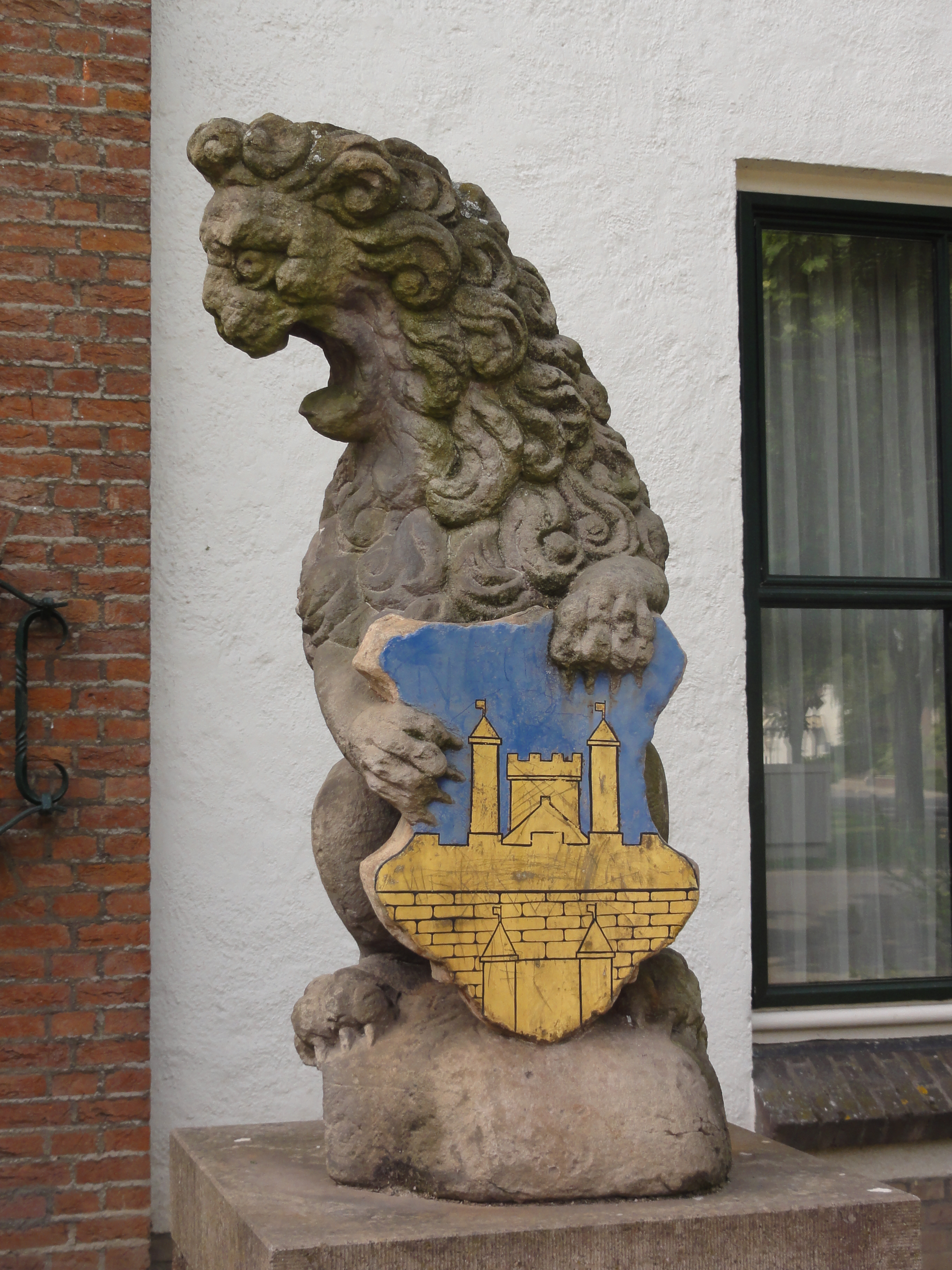
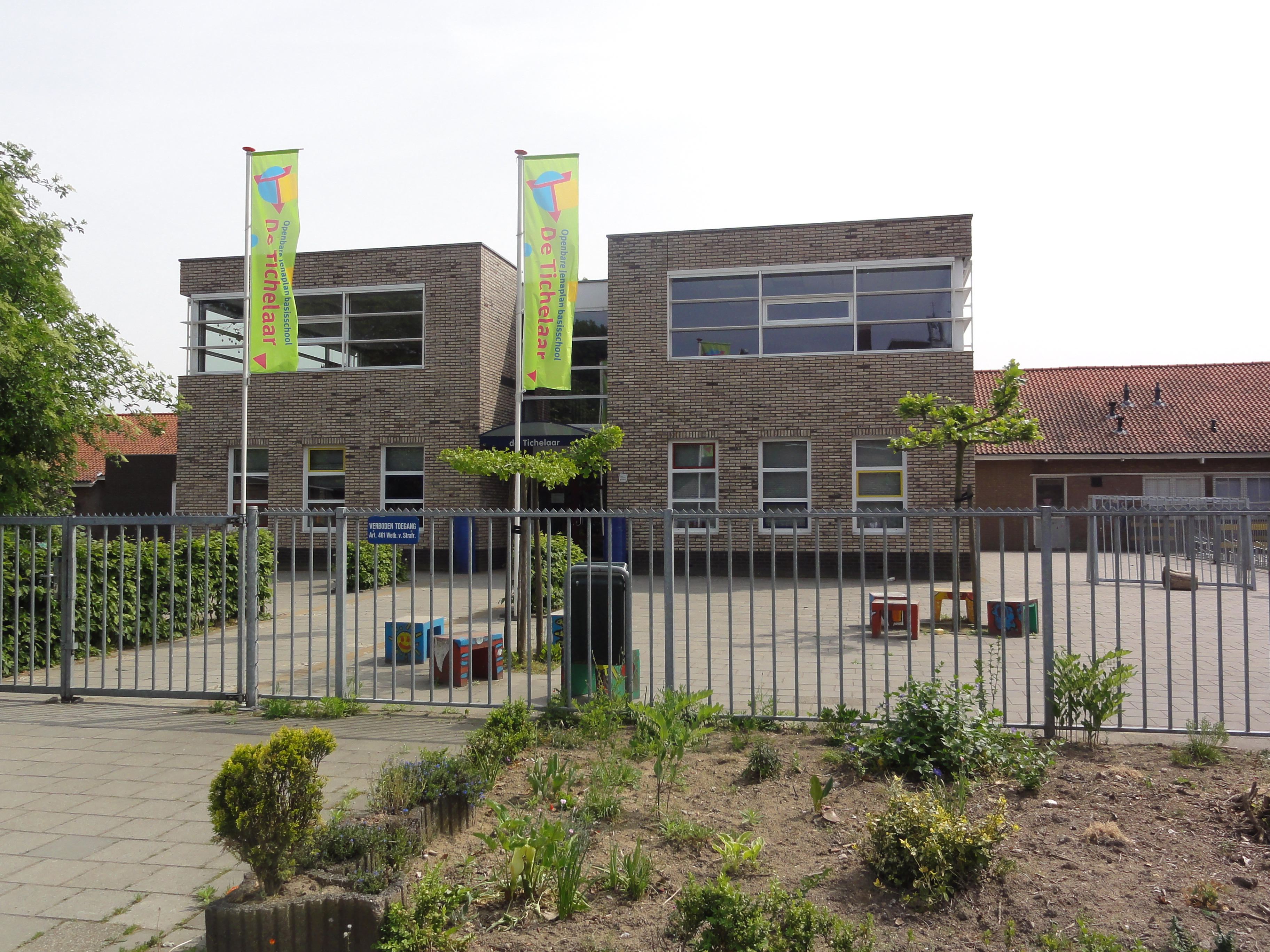
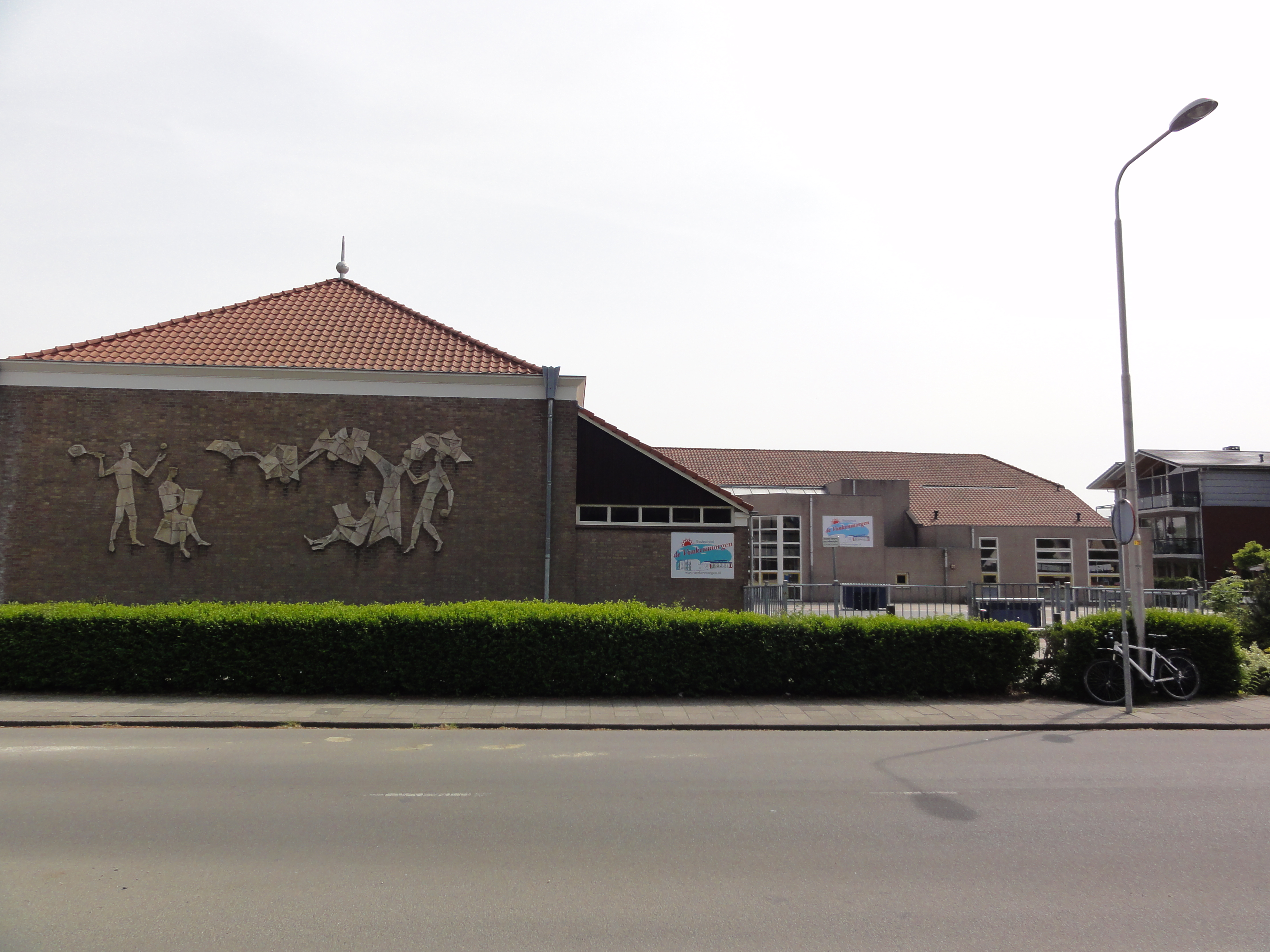
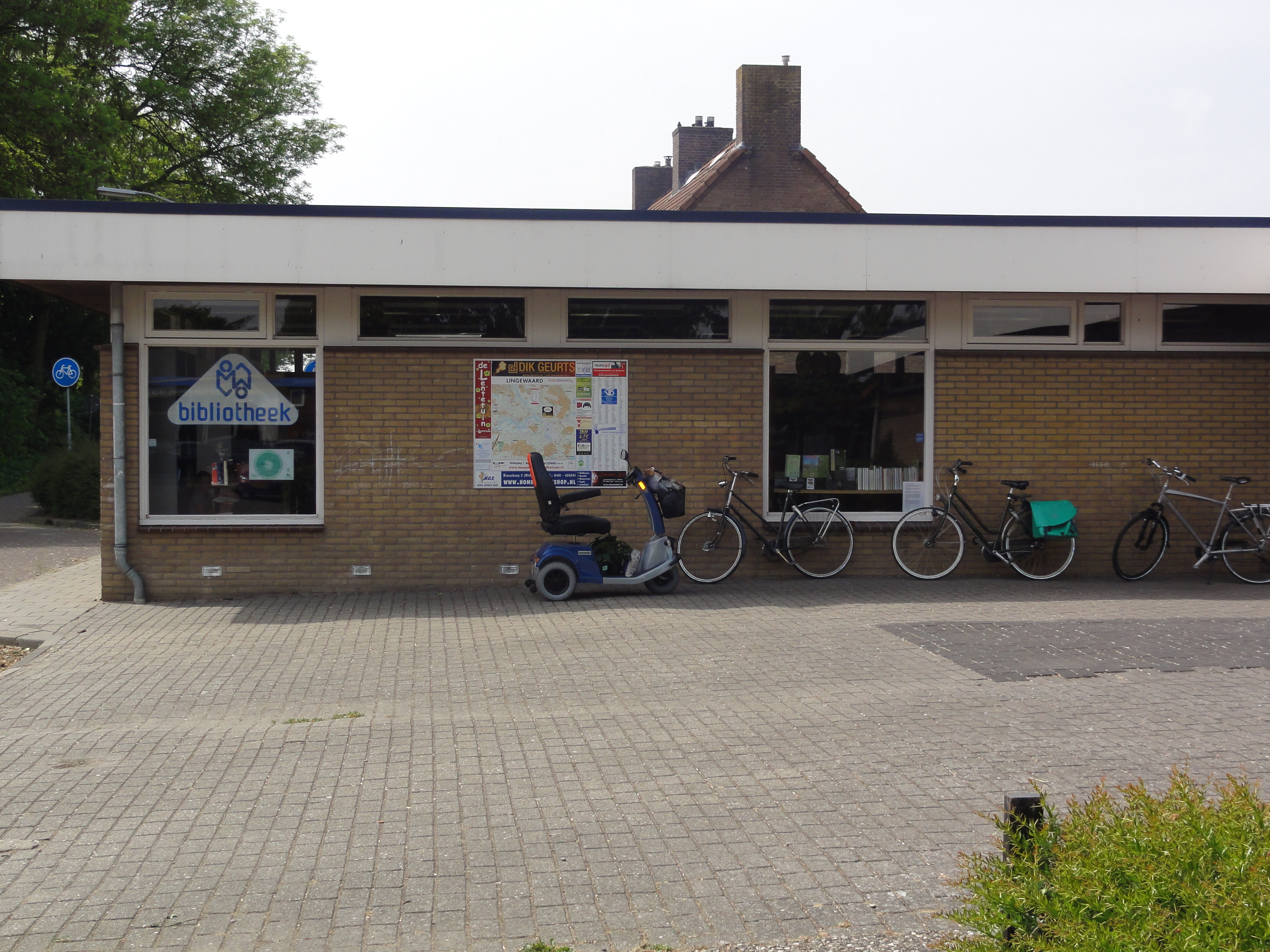
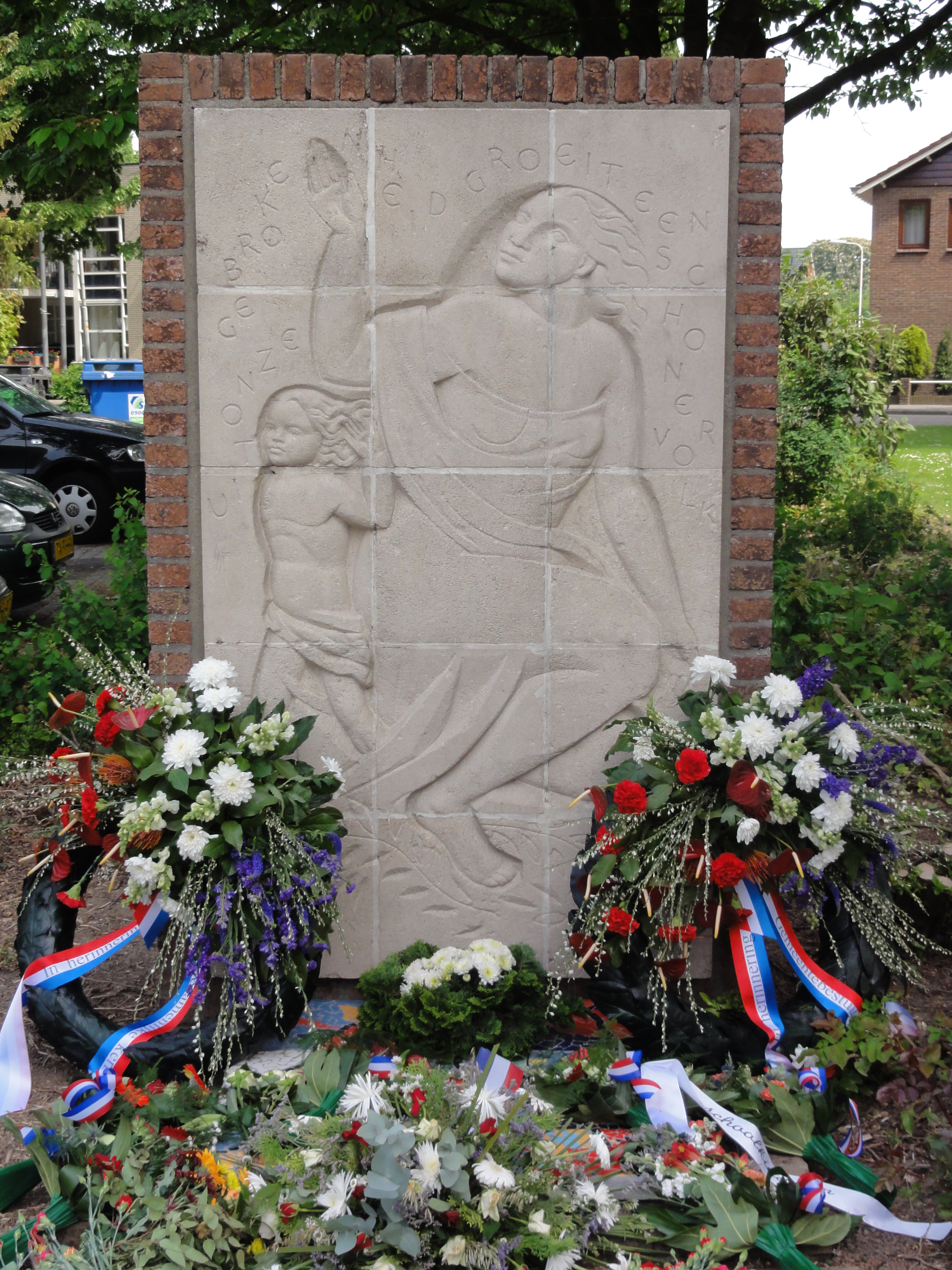
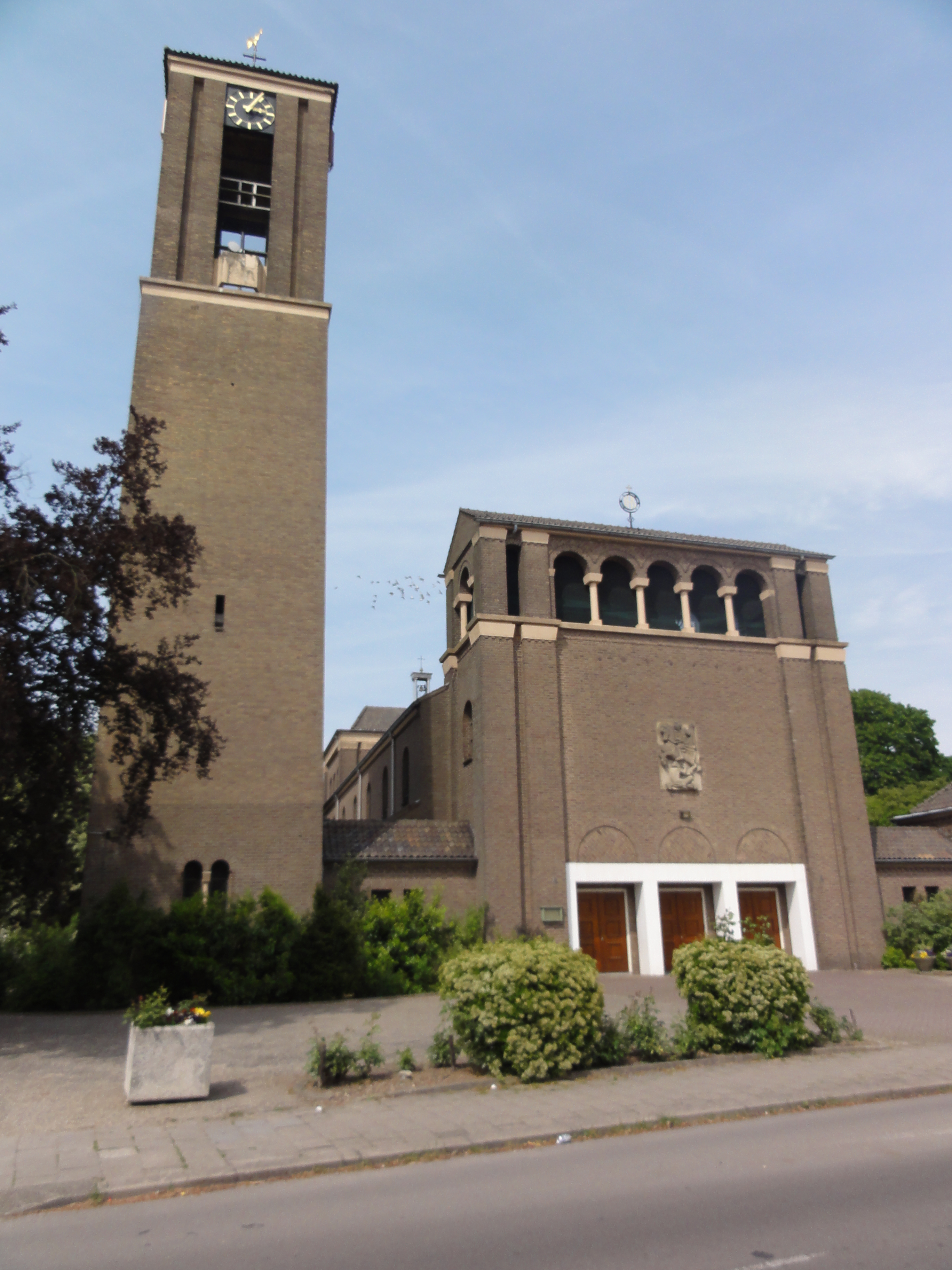
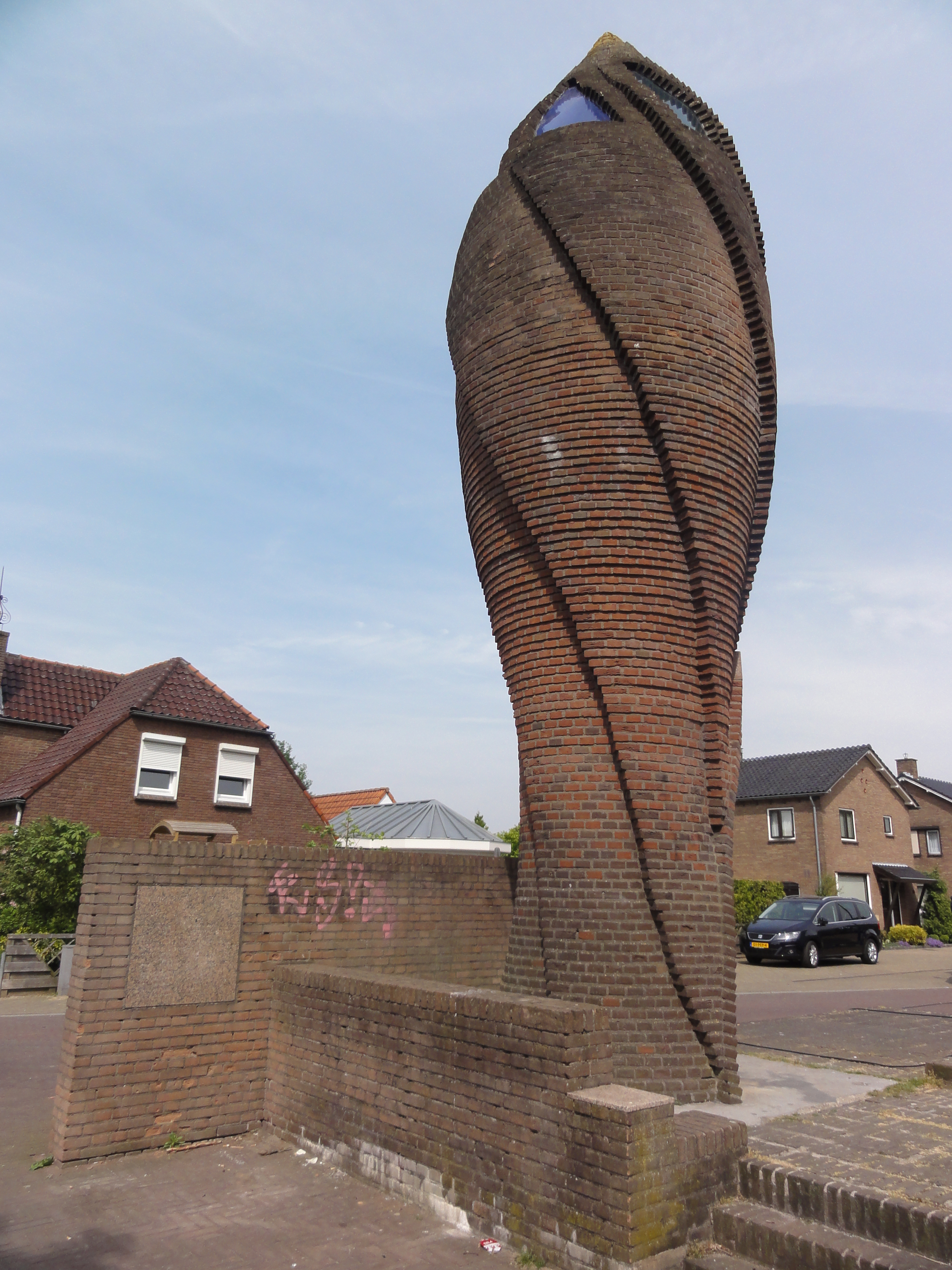
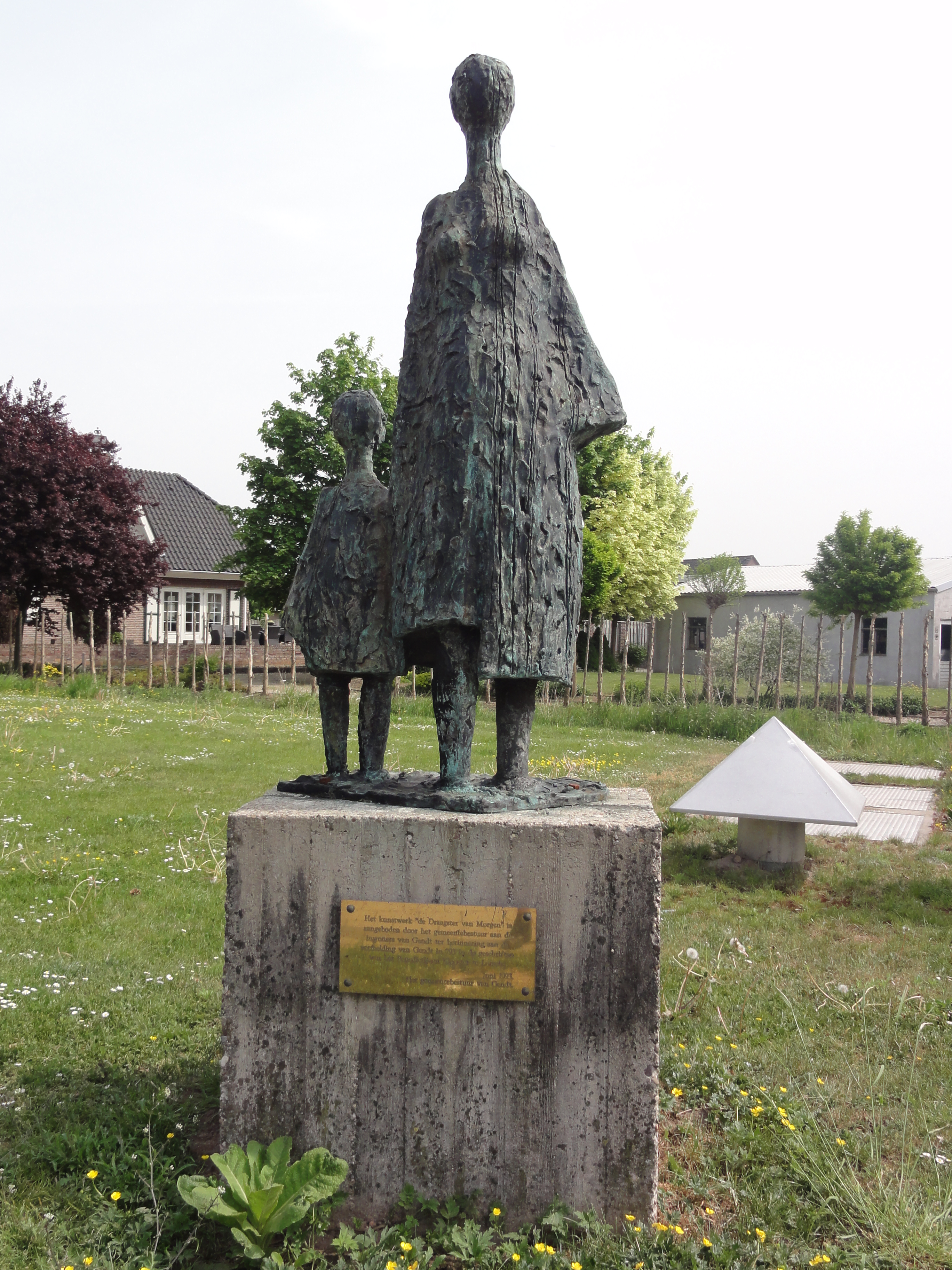
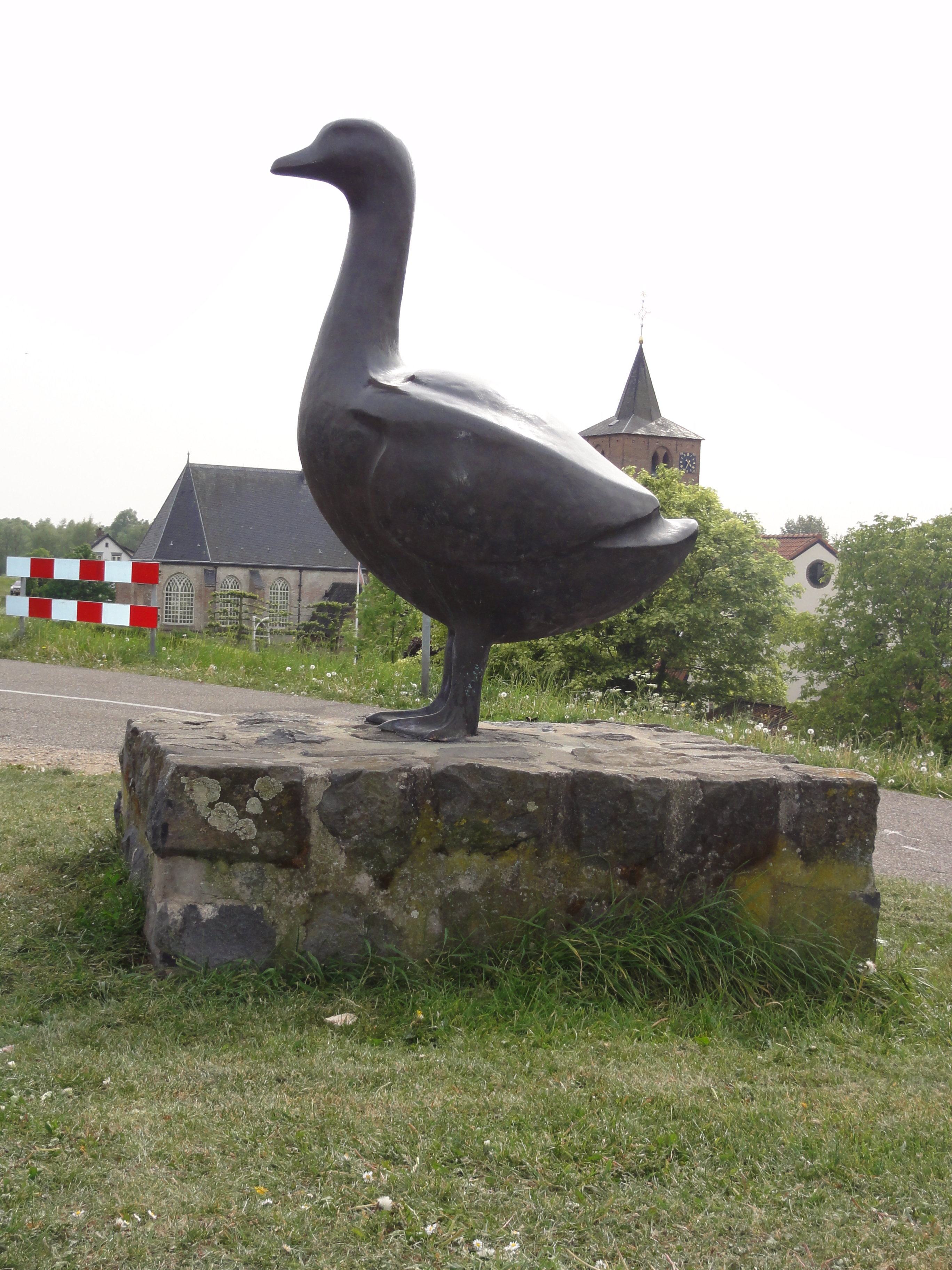
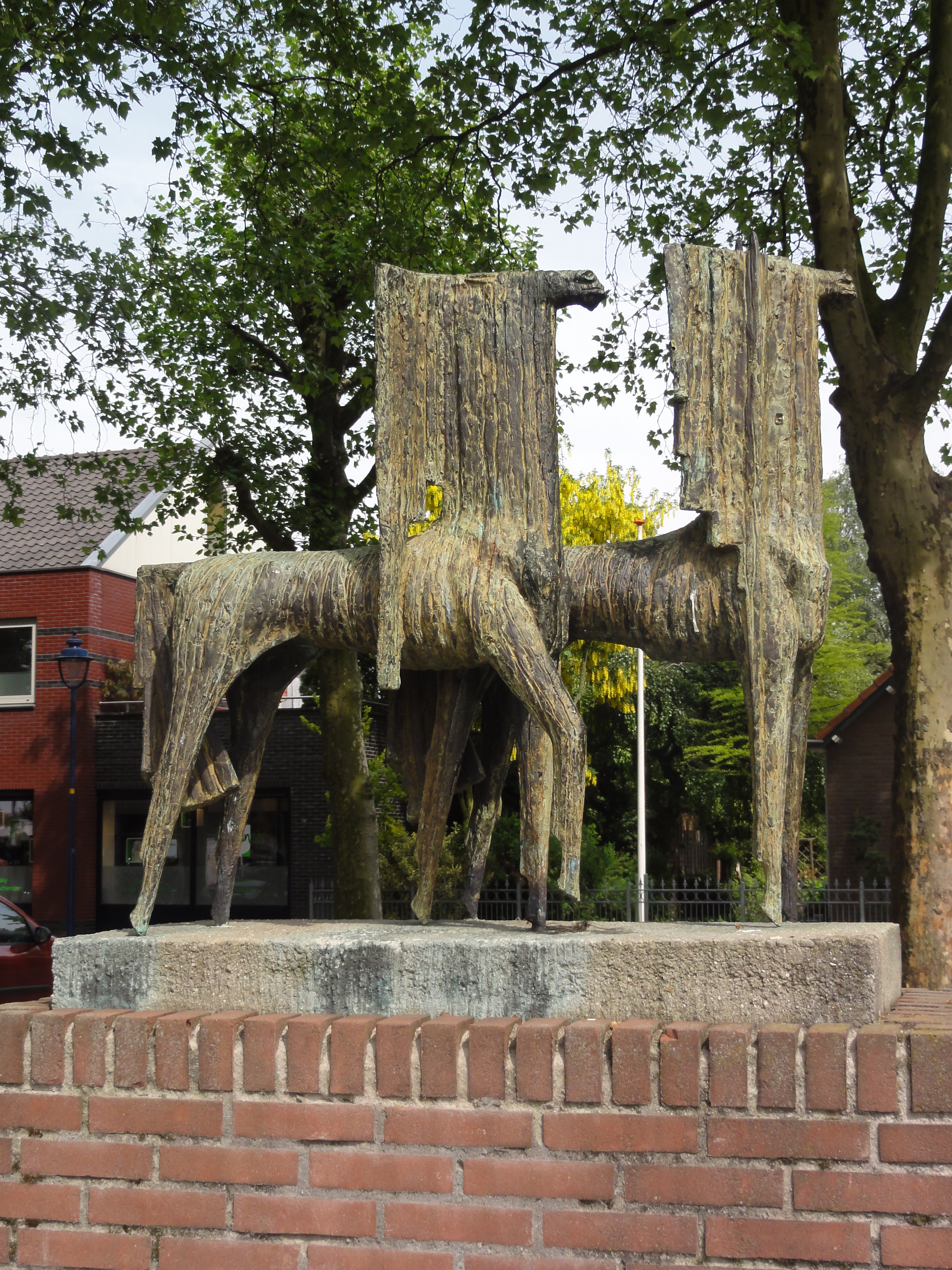
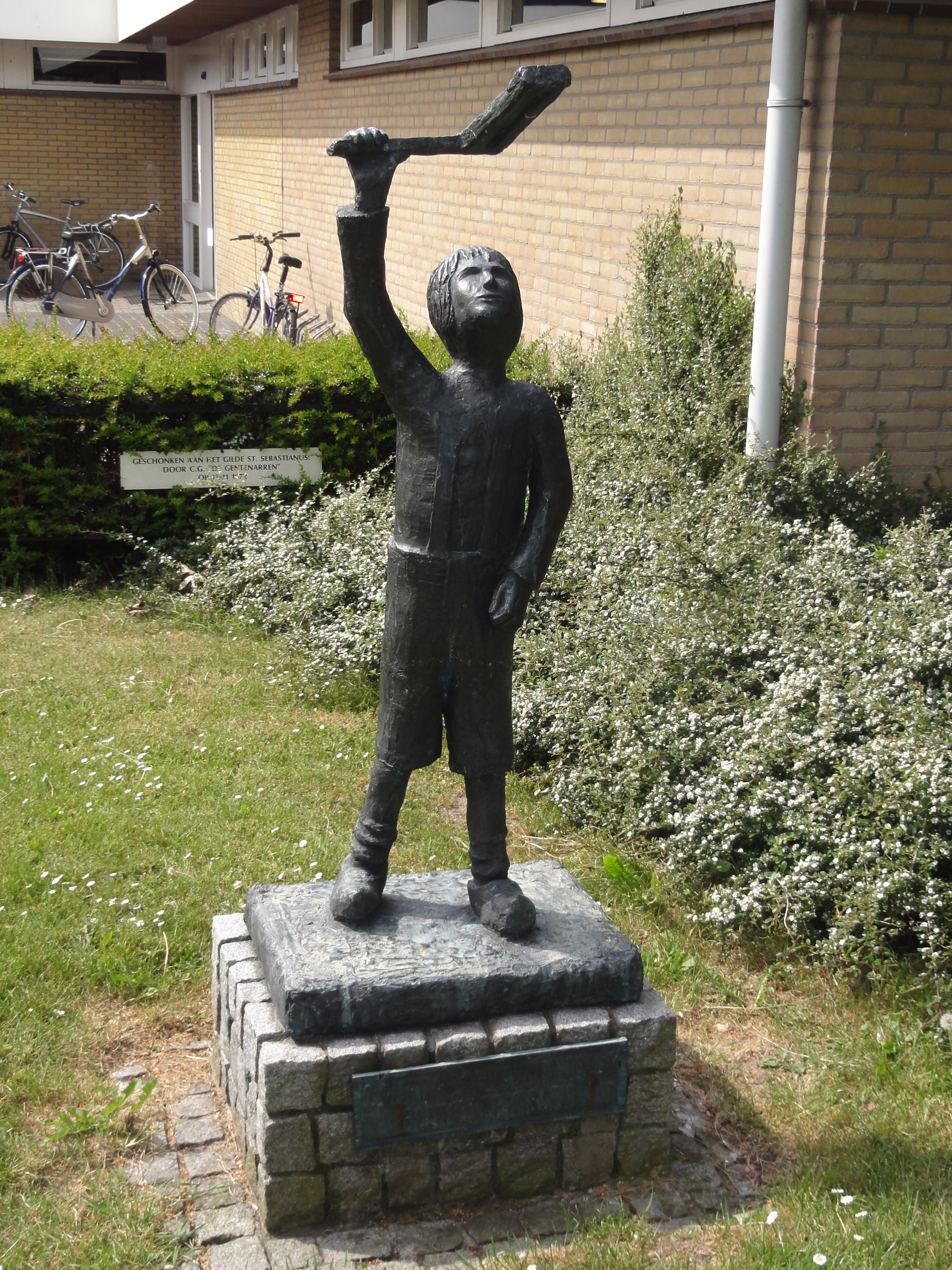
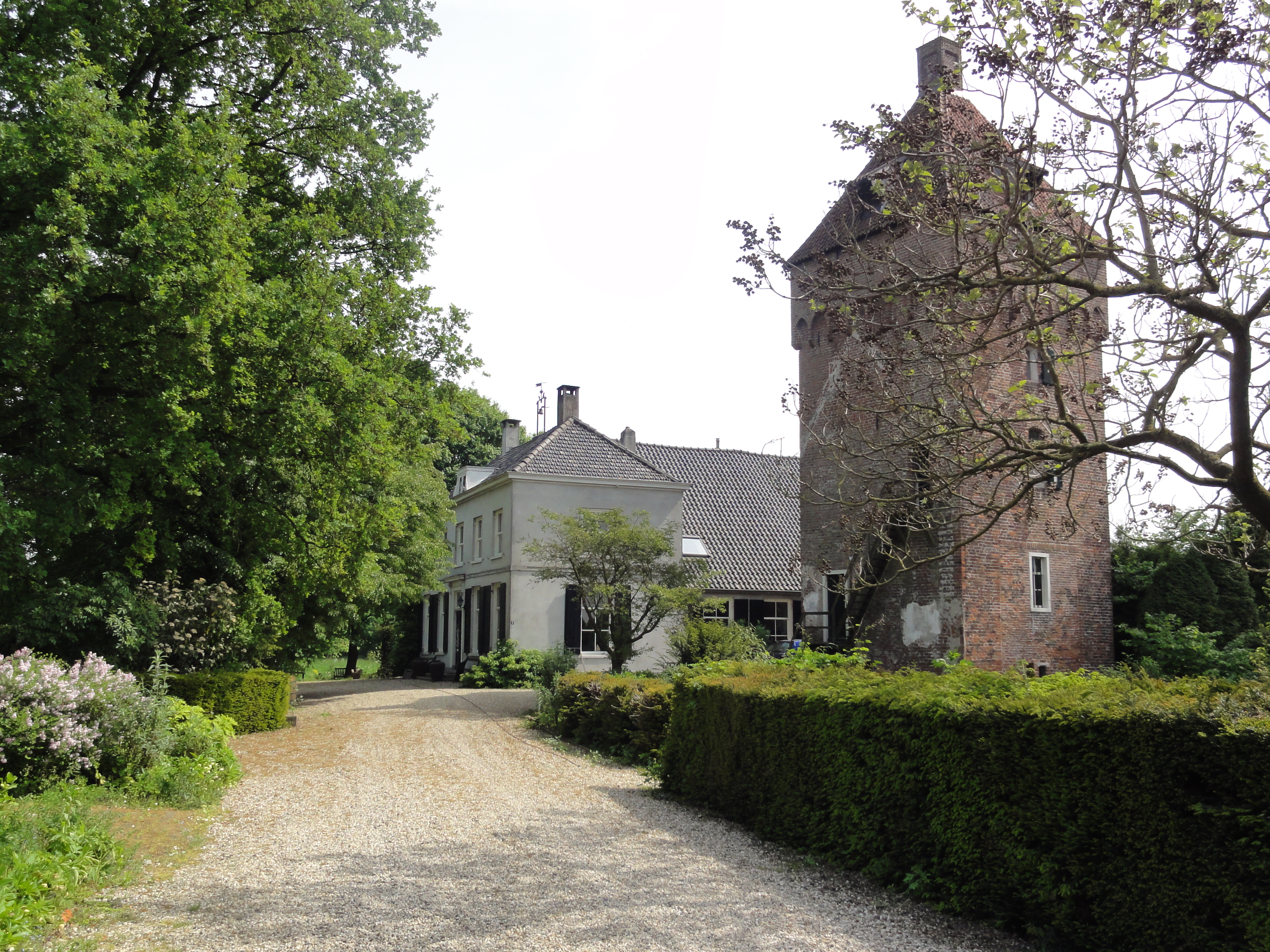